# Anita Thallaug
Anita Thallaug, née le 14 février 1938 à Bærum et morte le 20 mars 2023, est une chanteuse et actrice norvégienne. Elle a représenté la Norvège au Concours Eurovision de 1963 avec la chanson Solhverv.

## Chansons
- 1963 : Solhverv (Solstice), pour l'Eurovision